# Hermann John (Fußballspieler)
Hermann John (* 3. Oktober 1943) ist ein ehemaliger deutscher Fußballspieler. 1962/63 spielte er kurzfristig für den SC Dynamo Berlin in der DDR-Oberliga, der höchsten Spielklasse im DDR-Fußball. John ist siebenfacher DDR-Juniorennationalspieler.

## Sportliche Laufbahn
Im Sommer 1961 wurde Hermann John, Juniorenspieler beim SC Aufbau Magdeburg, in den Kader der DDR-Juniorennationalmannschaft aufgenommen. Noch 1961 bestritt er mit der Juniorenauswahl zwei Länderspiele, danach wechselte er zu Dynamo Dresden und kam zu weiteren fünf Juniorenländerspiel-Einsätzen. Er wurde sowohl im Mittelfeld als auch im Angriff aufgeboten und erzielte ein Tor.
Obwohl schon zur Saison 1961/62 für den Männerbereich spielberechtigt kam John bei der DDR-Liga-Mannschaft von Dynamo Dresden nicht zum Einsatz. Mit Beginn der Spielzeit 1962/63 wechselte er zum SC Dynamo Berlin, dem Spitzenklub der Sportvereinigung Dynamo. Dort bestritt er lediglich drei Oberligaspiele. Zunächst setzte ihn Trainer János Gyarmati am 2. und 3. Spieltag als Stürmer auf Rechtsaußen ein, danach versuchte er es mit John noch einmal am 20. Spieltag auf derselben Position, danach war Johns Oberligalaufbahn bereits beendet.
Zwischen 1963 und 1966 spielte John drei Spielzeiten bei der Ost-Berliner Außenstelle des SC Dynamo, der SG Dynamo Hohenschönhausen, in der zweitklassigen DDR-Liga. Von den 90 ausgetragenen Punktspielen bestritt er 54 Begegnungen und erzielte acht Tore. Nachdem die SG Dynamo 1966 absteigen musste, schloss sich John dem Ost-Berliner DDR-Liga-Aufsteiger SG Lichtenberg 47 an. Auch dort gehörte er nicht zum festen Spielerstamm, da er bei den 90 Ligaspielen nur 49-mal aufgeboten wurde (3 Tore). Nach drei Spielzeiten stiegen auch die Lichtenberger 1969 aus der DDR-Liga ab, und für Hermann John war es das endgültige Aus im höherklassigen Fußball.